# توم كلانسيز غوست ريكون بريكبوينت
توم كلانسيز غوست ريكون بريكبوينت (بالإنجليزية:Tom Clancy's Ghost Recon Breakpoint)، هي لعبة فيديو من نوع تصويب تكتيكي، وهي من تطوير ستوديو يوبي سوفت باريس، ومن نشر يوبي سوفت، وسيتم الإصدار بتاريخ 6 أكتوبر 2019، وسيعمل على منصات جوجل ستاديا، بلاي ستيشن 4، إكس بوكس ون ومايكروسوفت ويندوز، واللعبة تدعم اللغة العربية.

## روابط خارجية
- توم كلانسيز غوست ريكون بريكبوينت على موقع IMDb (الإنجليزية)